# 소니 엑스페리아 S

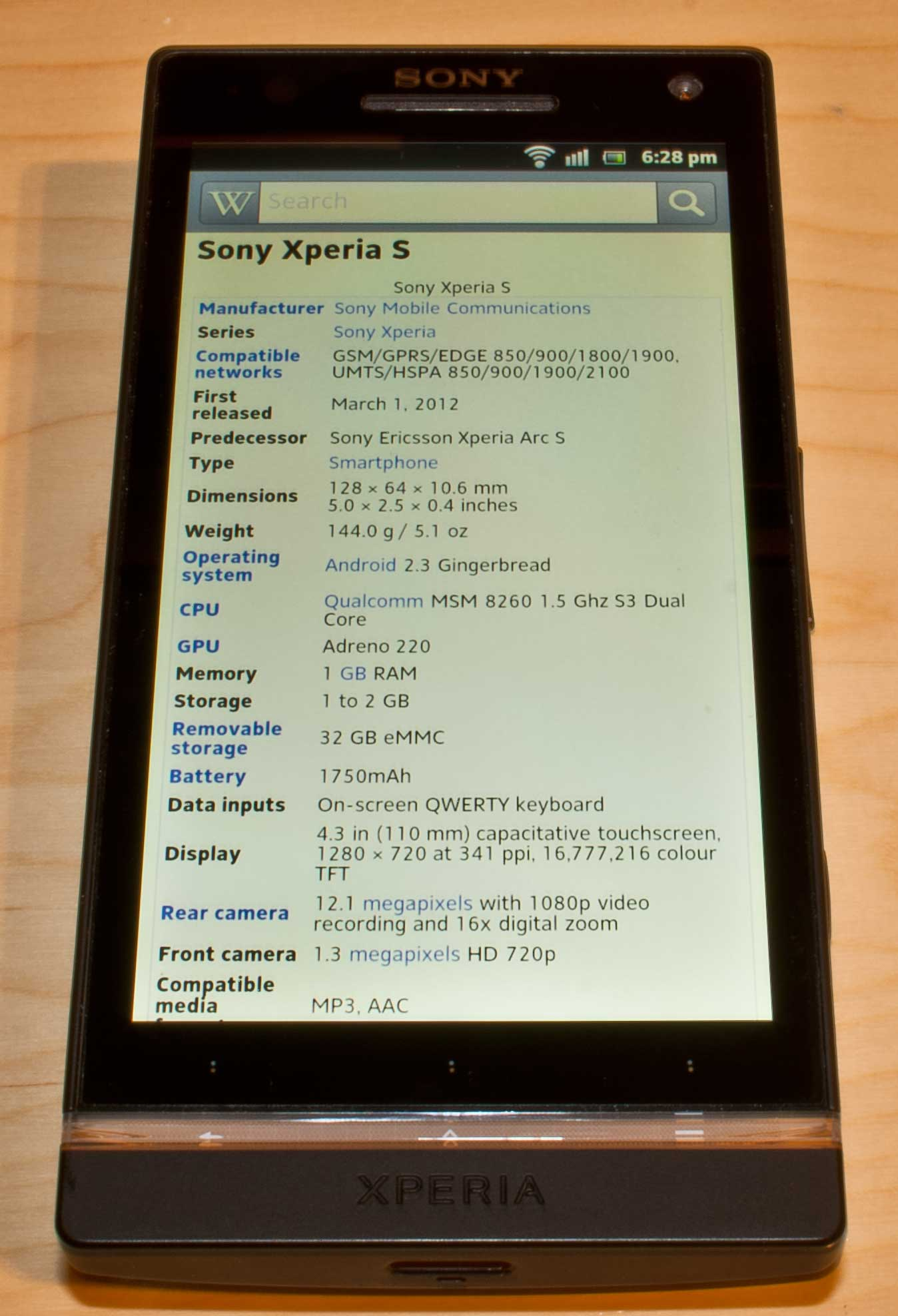
소니 엑스페리아 S의 전면부 모습

소니 엑스페리아 S(Sony Xperia S)는 소니 모바일 커뮤니케이션스가 출시한 스마트폰이다. 소니가 2012년 1월 소니 에릭슨으로부터 에릭슨의 지분을 인수한 이후, '에릭슨'이라는 명칭을 삭제하여 출시한 최초의 안드로이드 스마트폰이다. 사진에 최적화된 BRAVIA 엔진이 탑재된 4.3인치(110밀리미터) 터치 스크린, 1.5기가헤르츠의 듀얼 코어 프로세서, 1200만 화소의 후면 카메라, HDMI 출력, 1기가바이트의 RAM, 32기가바이트의 내장 메모리를 가지고 있다.

## 출시

### 대한민국
대한민국에서는 2012년 2월 전파인증을 끝냈으며 SK 텔레콤에서 출시할 예정이라고 알려졌으나 2012년 상반기가 지나서도 공식 출시가 되지 않고 있다.